# 초원

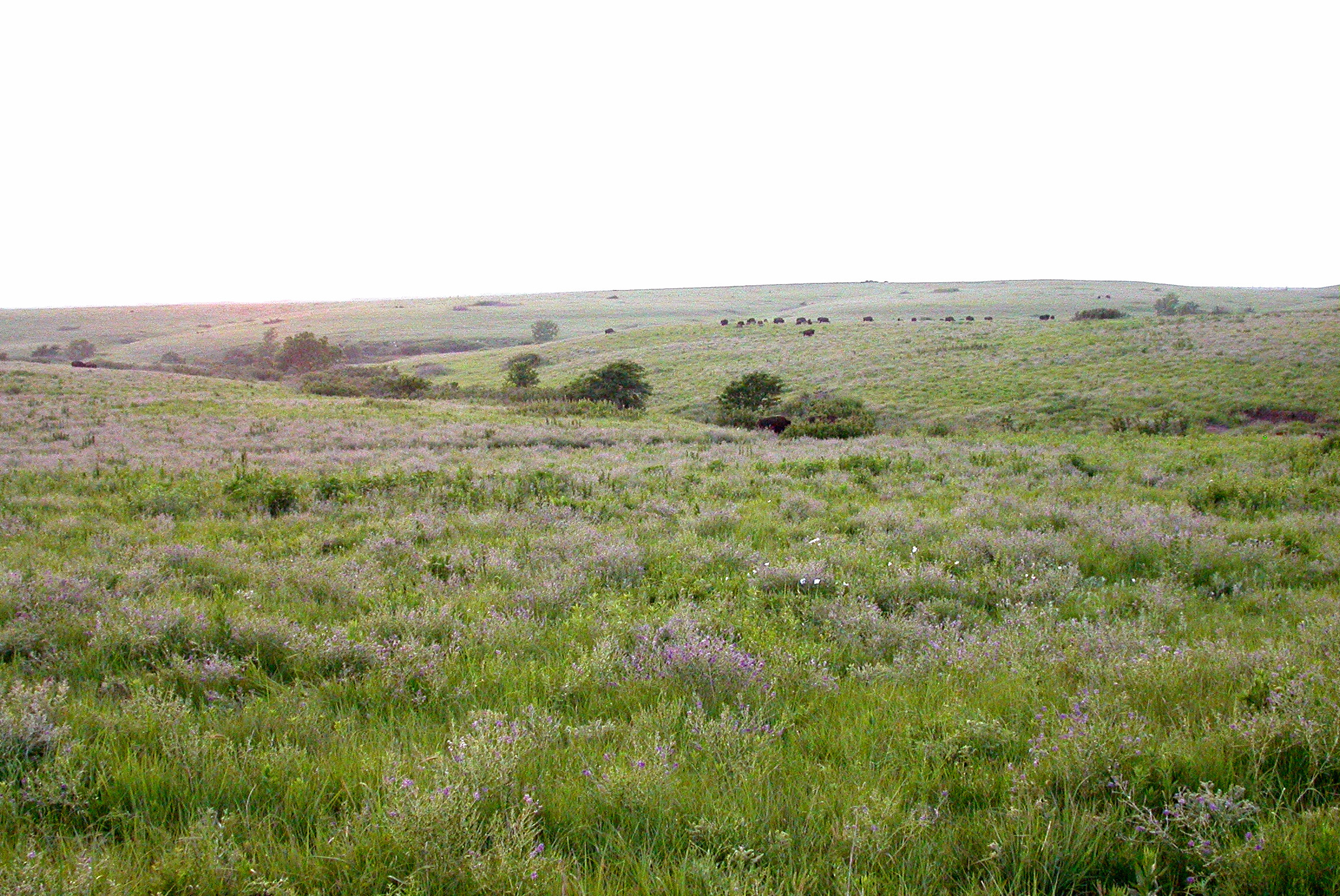
캔자스 동북쪽의 플린트 언덕의 콘자 장경 초원.

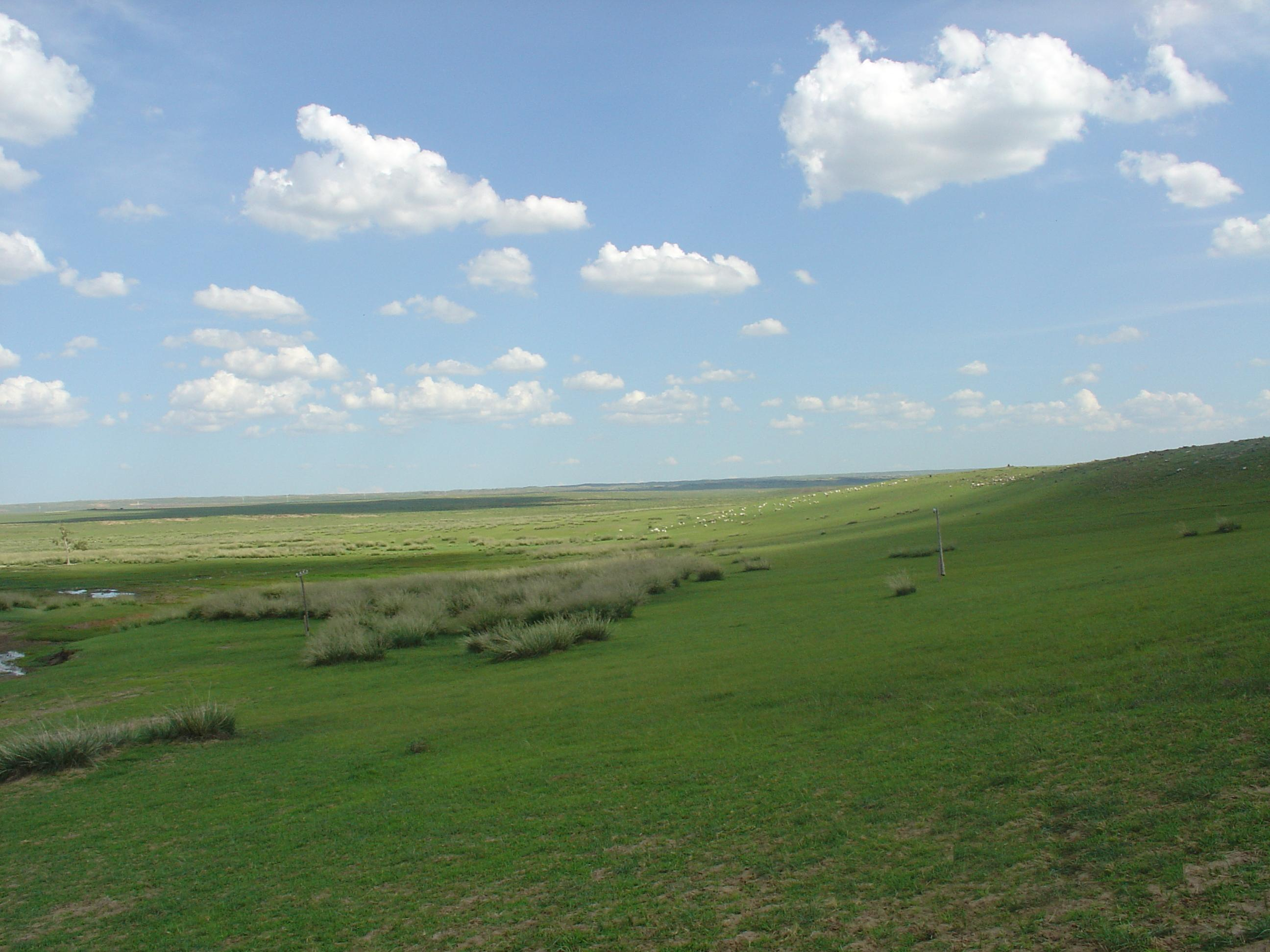
중화인민공화국 내에 있는 내몽골의 초원.

화본초원(禾本草原, grassland)은 식물군 구성에 나무(목본 식물)가 적고 벼과의 화본식물(grass)이 주를 이루고 있는 영역이다. 사초속과 등심초속의 식물들도 화본초원에서 종종 발견된다. 화본초원은 남극과 인간에 의하여 자연 환경에 영향이 간 영역을 제외하면 자연적으로 형성된다. 온대 지역, 예를 들면 서북 유럽 같은 곳에서는, 다년생 식물이 초원을 대부분 차지하는 반면, 더 따뜻한 기후에서는 일년생 식물이 식물군의 절대 다수를 차지한다.
화본초원은 육생 기후에서 발견된다. 화본초원 식물군의 높이는 매우 다양한데, 예를 들어 백악 구릉에서는 식물이 30cm 이하의 높이인 반면, 북아메리카 장경 초원, 남아메리카 초원과 아프리카의 사바나의 경우 높이가 꽤 된다. 목질의 식물들, 즉 관목이나 나무들도 몇몇 초원에서는 발견된다. 이는 사바나, 즉 관목이 무성한 초원을 형성할 수 있는데, 그 예를 아프리카 사바나 혹은 이베리아의 데헤사 지역에서 찾아볼 수 있다. 때로는 그런 초원들을 "삼림 지역"이라고 부른다.
화본초원은 아프리카의 절반 이상을 차지한다. 일반적으로 초원은 다양한 생물군이 존재하며, 특히 온대 초원보다 아프리카 사바나에서 훨씬 더 다양한 생물 종이 존재한다.
미국 서부 지역은 대략 2500만년 전 마이오세와 플리오세 시기에 산이 나타남으로 인해, 대륙적으로 화본초원이 진화하기 적절한 기후가 형성되었다. 존재하는 숲의 생물군계는 크기가 감소한 반면, 화본초원이 훨씬 더 널리 퍼졌다. 플라이스토세 빙하기를 거쳐, 화본초원은 더 덥고 건조한 기후에서 크기가 확장이 되었으며, 세계적으로 주요한 특징을 가진 영역으로 거듭났다. 꽃을 피우는 식물들처럼, 풀들은 연중 강우량이 500mm에서 900mm 사이인 지역에서 밀도 있게 자란다. 다년생 초본과 광엽 초본의 뿌리는 풀을 꽉 붙들어두는 복잡한 얼개를 형성한다. 진드기, 곤충의 유충, 선충, 지렁이 등은 초원의 최대 6m 아래의 비옥한 토양에서 방해 받지 않고 서식한다. 이들은 기생 곰팡이들과 함께 뿌리를 연장하고, 딱딱한 토양을 잘게 부수고, 요소나 다른 자연적인 비료로 토양을 비옥하게 하고, 미네랄과 물을 가둬 식물들의 성장을 촉진시킨다 (Chadwick 1995). 어떤 곰팡이는 식물이 곤충과 미생물들의 공격에 저항할 수 있도록 돕는 것도 있다.

## 기후
자연적인 초원은 1년에 비가 50에서 900mm 정도 오는 지역에서 주로 생겨난다 (이에 비해 사막은 300mm 이하의, 열대 우림은 2000mm 이상의 연중 강우량이 있을 때 생겨난다).. 인위적 초원의 경우는 훨씬 더 강우량이 많은, 예를 들면 연중 강우량 200cm 정도의 지역에서 자주 생긴다.
평균 일일 기온은 섭씨 -20에서 30도까지 변한다.. 온대 초원은 겨울이 춥고 여름이 더우며 비나 약간의 눈이 온다.

## 생물 다양성과 보전
인간이 경작하지 않은 식물들이 다수를 차지하는 초원의 경우 자연적 또는 ‘반자연적’ 지역이라고 할 수 있다. 온대 기후에 위치한 초원들의 절반 이상이 ‘반자연적’이며, 이는 그 식물군은 자연적이지만, 유지가 제한된 농사 등 인위적인 행동으로 이루어짐을 뜻한다. 농사는 풀을 뜯고 자르는 행동을 통해 초원을 유지하게 된다. 이 초원들은 야생 식물들이 여러 종 – 풀, 사초, 등심초, 목초 등등 – 존재하며, 1 제곱미터 당 25종 이상이 일반적으로 발견된다. 영국의 석회암 구릉은 1 제곱미터 당 40종을 부양할 수 있다. 농업적 개선 (비료 뿌리기, 잡초 제거, 땅 일구기 또는 씨 뿌리기 등등)을 거치지 않은 영역은 세상에 그리 많지 않다. 예를 들어, 원형태가 보존된 북아메리카의 대평원이나 영국의 저지 야생화 초원은 많이 사라졌으며, 그에 따라 그곳에 살고 있는 야생화들도 위협을 받고 있다. 경작되지 않은 초원에는 야생화의 다양성과 관련되어 무척추동물의 동물상이 풍부하며, 초원의 “전문가”라고 불릴 만한 새들도 많은 종류가 있다. 그 예로는 도요새나 능에 등이 있다. 농업적으로 경작된 초원은 현대의 육지의 많은 부분을 차지하며, 보통 경작에 의해 원래 살고 있던 식물들이 파괴당하여 야생화 종이 다양하지 않다. 즉, 원래 살고 있던 야생 식물군이 다년생 독보리나 하얀 클로버 같은 식물들의 단일 재배에 의해 대체되는 것이다. 많은 경우 ‘내버려진’ 초원은 매우 위협받고 있는 영역이며 야생화 보전을 위해 종을 채집할 수 있는 곳이자 땅 주인에게 특별히 부여되어 적절한 관리가 요구되는 곳이다.

## 인간의 영향과 경제적 중요성

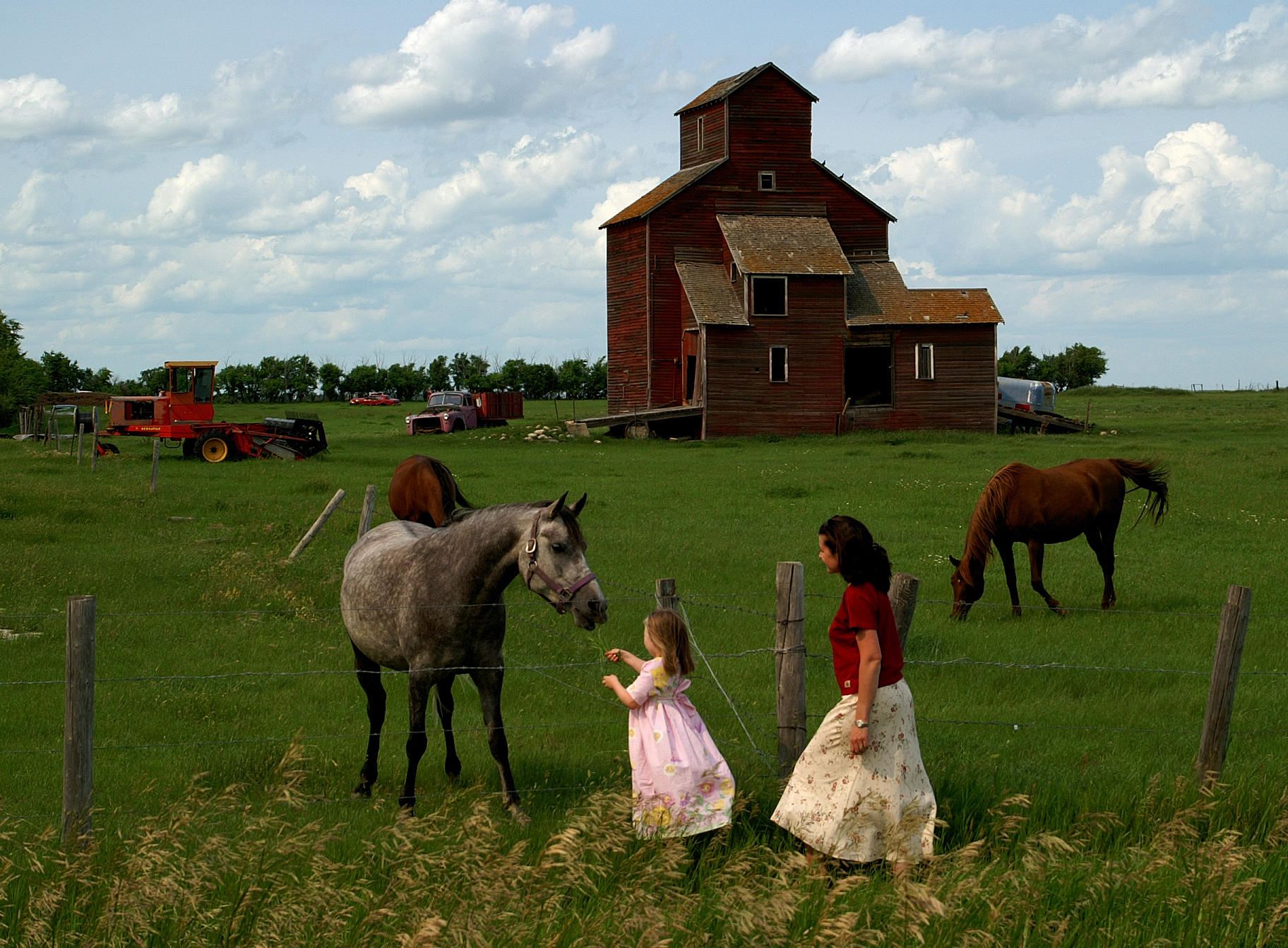
캐나다의 목초지.

초원은 소비를 위한 가축과 우유 등 다른 유제품을 만들어내기 위해 매우 중요하다.
초원 식물군은 가축들의 풀 섭취와 건초를 위한 풀 자르기, 혹은 자연적/인위적 화재로 인해 어떤 영역에서는 우세한 비율을 차지하는데, 이는 나무와 관목들의 묘목의 생존과 군집 형성을 방해하는 것이다. 불은 북아메리카의 원주민들이 초원을 유지하기 위해 쓰곤 했던 방법이다. 세계 최대 초원 중 몇 개는 아프리카 사바나에 존재하며, 이것들은 야생 초식동물이나 소, 양 또는 염소를 기르는 목축 중심의 유목민들이 유지하고 있다.
초원은 자연적으로 또는 인위적으로 형성된다. 인위적 행동에 의해 만들어지고 유지되는 초원을 인위적 초원이라고 한다. 전 세계의 사냥하는 사람들이 이곳에 정기적으로 불을 놓아 초원을 유지하고 확장하고, 불에 약한 나무나 관목들이 자리잡는 것을 막는다. 미국 중서부의 장경 대초원은 일리노이, 인디애나, 오하이오로 정부에 의해 확장되어왔다. 유럽 서북쪽의 많은 초원은 신석기 시대 이후, 가축을 기르기 위해 숲을 꾸준히 제거해온 사람들이 만든 것이다.

## 종류

### 열대와 아열대의 초원
여기에는 열대, 아열대의 사바나와 관목지가 속한다. 특히 중요한 아열대 초원에는 남아메리카 북부에 있는 라노스 초원 등이 있다.

### 온대 초원
북아메리카의 대초원, 아르헨티나의 팜파스, 석회질 저지, 그리고 유럽의 스텝 등의 중위도의 초원을 말한다. 여기에는 온대 사바나와 관목지 등이 속한다. 온대 초원은 들소, 가젤, 얼룩말, 코뿔소, 야생마 등 많은 초식동물들의 서식지다. 사자, 늑대, 치타 같은 육식동물도 온대 초원에서 발견된다. 이 초원에 있는 다른 동물들로는 사슴, 프레리도그, 쥐, 산토끼, 스컹크, 코요테, 뱀, 여우, 부엉이, 오소리, 찌르레기, 메뚜기, 들종다리, 참새, 메추라기, 매 등이 있다.

### 범람 초원
주기적으로, 혹은 매년 주변의 물이 범람하는 초원을 말하며, 플로리다주의 에버글레이즈, 브라질, 볼리비아, 파라과이의 판타나우 등이 속한다. 범람 사바나도 여기에 속하며 열대나 아열대에 대부분 존재한다.

### 산지 초원
산맥의 높은 부위에 위치한 고위도 초원들로, 안데스산맥의 파라모가 그 예이다. 이들은 산지 초원과 관목지 생물군계의 일부이며 고산 툰드라를 구성한다.

### 극지대 초원
산지 초원과 비슷하게 북극 초원은 풀이 자랄 수 있다. 하지만 높은 토양의 습도를 보면 풀로 덮여있는 툰드라는 거의 없음을 알 수 있다. 하지만 플라이스토세 빙하기 때에는, 스텝 툰드라라고 하는 극지대 초원이 북반구의 많은 영역을 차지하였다.

### 건생 초원
사막 초원이라고도 불리며, 사막과 건생 관목지 지역에 드문드문 위치하는 초원들이다.

## 같이 보기
- 애팔래치안 볼드
- 해안 평원
- 담보
- 사막
- 벌판
- 범람 초원
- 라노스
- 저습지
- 팜파
- 목초지
- 평원
- 고원
- 대초원
- 사바나
- 잔디
- 스텝
- 타이가
- 툰드라
- 벨드
- 습지